# Илия Костурков
Илия Костурков е български революционер, деец на Вътрешната македонска революционна организация.

## Биография
Костурков е роден в 1907 година в Панагюрище, Княжество България, в големия род Костуркови, по произход от Костур. Още като юноша влиза във ВМРО. След като организацията се разцепва в 1928 година Костурков минава на страната на протогеровистите. Ръководството на организацията му поверява изпълнението на отговорни поръчения. От 1928 до 1939 година Костурков е в затвора. Интерниран е в концлагера в Еникьой след влизането на България във Втората световна война. След това е местен и в други лагери.
Илия Костурков умира в 1969 година.